# Digital Photo Professional
Digital Photo Professional (DPP) ist eine Software des Herstellers Canon zur digitalen Entwicklung und Bearbeitung von RAW-Daten (.CR2 und .CR3) aus Canon-Digitalkameras. Sie enthält die wesentlichen Funktionen der "digitalen Dunkelkammer", wie sie auch Programme wie Adobe Lightroom u. a. bieten. Neben den proprietären Canon-RAW-Daten kann dieser RAW-Konverter auch beliebige JPEG- und TIFF-Bilder bearbeiten. Diese allerdings mit eingeschränktem Funktionsumfang.

## Funktionen
DPP verfügt über Funktionen zum Einstellen des Weißabgleichs, der Helligkeit, Kontrast, Sättigung und Schärfe. Daneben existiert eine Beschnitt-, eine Rotations-, eine einfache Stempelfunktion, Focus-Stacking und eine HDR-Funktion. Weiterhin ist ein Modul für Reduzierung von Helligkeits- und Farbrauschen integriert. Es ist zudem bisher das einzige Programm, welches Dual Pixel-RAW unterstützt. Für mit Canon-Objektiven oder -Kameras aufgenommene RAW-Fotos lassen sich physikalisch bedingte Bildfehler wie Vignettierung, Verzeichnung und chromatische Aberration "herausrechnen". Objektive von Drittherstellern wie Sigma oder Tamron werden nicht unterstützt.

## Versionen
DPP wird regelmäßig, mehrmals im Jahr aktualisiert und erweitert. Aktualisierungen werden auf der Canon-Website bereitgestellt. DPP ist als Vollversion im Softwarepaket "EOS Digital Solution Disk Software" enthalten, das online bei Canon verfügbar ist und ohne vorherige Verwendung einer Original-CD installiert werden kann. Vor dem Download der Vollversion muss eine gültige Seriennummer einer kompatiblen Canon-Digitalkamera eingegeben werden.